# 兵粮奉行
兵粮奉行（ひょうろうぶぎょう）または小荷駄奉行（こにだぶぎょう）は、日本の戦国時代において行軍・戦闘中の兵糧輸送（小荷駄）を担当する奉行のこと。戦争時においてのみ置かれ、平時に置かれる事はなかった。小荷駄を前進させることを目的としたため、小荷駄押（こにだおし）などとも呼ばれた。

## 概要
戦時には基本的に個々の兵士が兵糧を携帯するのが慣わしであったが、実際には大量の兵糧携帯が行軍の邪魔になることから数日分の持参が限界であり、それ以上の期間にわたる戦闘の際には兵粮奉行が小荷駄隊を率いて領内から兵糧を輸送を行う事になっていた。また、必要に応じて米や大豆などの買い付けなどの兵糧確保を行うのも重要な仕事であった。これらは本来御蔵奉行などの役目であったが、臨機応変に対応するために兵糧を扱う実務者がこれを行うようになったものである。
優れた馬などは最前線にて用いられたために、小荷駄隊は足軽及び農村から徴発された人夫（陣夫）が駄馬や荷車に兵糧などを載せて引率するという機動性・戦闘力いずれも劣る部隊であり、なおかつ軍の後方に位置しながらも敵軍に襲われる可能性が高い部隊であった。長距離の遠征になればなるほど、小荷駄隊の重要性が増加する一方、その襲撃を受ける可能性とその損失による軍隊への打撃は大きくなった。そのため、戦国大名家の職制では、武者奉行と同格の戦闘経験が豊富な熟練の老臣が任じられるケースが多く、直接戦闘に参加して武功を上げるよりも輸送する小荷駄を敵軍から防衛する事が求められた。

## 変遷
少なくとも安土時代の織田信長が設置した14ある奉行（臨時職）の中には小荷駄奉行は見られないが、薪奉行や軍奉行は見られる 。桃山時代の豊臣秀吉が設置した14ある奉行職には、小荷駄奉行が見られる。ただし、「兵粮奉行」と「小荷駄奉行」は区別されており、この時期では同一視されてはいない。時代は下って、近代期の秩父事件の困民党は一揆側でありながら近代的軍制・部隊編成を行ったが、やはり「兵粮方」と「小荷駄方」は区別しており、同一視はしていない。
一例として、小田原征伐の際、兵粮奉行となったのは長束正家であり、「米穀20万石を駿河国清水港に着けて備え、その他、伊勢国・尾張国・三河国・遠江国において兵糧米を買い調えて総軍へ配給。また東西に小路を作って店を出させた」とあり（『小田原北条記』巻九）、ただ運ぶだけでなく、道や店を作らせるといった土木負担も確認できる（長束は九州平定時も兵糧奉行を担当している）。一方、小荷駄による輸送を担ったのは、伊奈忠次である。
文禄の役（1592-1593年）では帖佐宗光が兵糧奉行を担当。
関ヶ原の戦い（1600年）では、東軍は徳川家の代官頭である伊奈忠次・彦坂元正・大久保長安が小荷駄奉行となった。
島原の乱（1637-1638年）では一揆側の森宗意軒が兵糧奉行を担当（前述、近代期の秩父事件においても一揆側は兵糧奉行を取り決めている）。
鳥羽・伏見の戦い（1867年）では倒幕側の兵糧奉行として春木義彰が任じられる。
北越戦争（1868年）、尾張藩藩士馬場守信（神主氷室長翁の門人）が担当。